# A fiúknak, akiket valaha szerettem (film)
A fiúknak, akiket valaha szerettem (eredeti cím: To All the Boys I've Loved Before) 2018-ban bemutatott amerikai romantikus filmvígjáték, amelyet Susan Johnson rendezett.A forgatókönyvet Sofia Alvarez írta, Jenny Han azonos című regénye alapján. A főbb szerepekben Lana Condor, Noah Centineo, Janel Parrish, Anna Cathcart, Madeleine Arthur, Emilija Baranac, Israel Broussard és John Corbett látható.
Az Amerikai Egyesült Államokban és Magyarországon 2018. augusztus 17-én mutatták be a Netflixen.

## Cselekmény
Lara Jean Covey egy középiskolás diák, aki leveleket ír olyan fiúknak, akikbe valaha is szerelmes volt. Legutóbbi levele gyermekkori barátjának, Joshnak szól, aki most Lara nővérével, Margottal jár. Amikor Margot az egyetem miatt elköltözik, szakít Josh-sal. Lara Jean még mindig szereti Josht, de úgy dönt nem lenne jó vele randizni.
Egyik este kishúgára, Kittyre vigyáz, de Lara Jean elalszik a kanapén. Kitty besurran Lara szobájába és megtalálja a szerelmes leveleit. A következő héten az iskolában Lara szembesül, hogy Peternek  elküldték a szerelmes levelet, amit Lara írt neki, majd elájul. Miután felébredt, látja, hogy Josh egy levelével közeledik felé. A pánik miatt Lara megcsókolja Petert az iskola pályáján.
Ezután Lara kedvenc éttermében találkozik Peterrel. Elmagyarázza neki, hogy csupán Josh miatt csókolta meg. Peter meglepően jól reagál erre és azt javasolja, hogy játsszák el, hogy együtt vannak. Azért, hogy Gen féltékeny legyen. Lara Jean beleegyezik és a következő hónapokban mindenkivel elhitetik, hogy együtt vannak.
Gen valóban féltékeny lesz. Végül Lara és Peter elmennek iskolai síkirándulásra, ahol szembeszállnak valódi érzéseikkel. Csókolóznak a pezsgőfürdőbe. Miután véget ért a kirándulás Gen szembesíti Lara Jeant, hogy Peter vele töltötte az éjszakát. A dühös Lara Jean szakít Peterrel és hazaviharzik, ahol megtudja, hogy Margot hazajött. Peter utána megy, hogy elmagyarázza, hogy semmi nem történt közte és Gen között, de Josh is megérkezik. Margot hallgatózik, ideges lesz, amikor megtudja Lara Jeant korábbi szerelmes volt Josh-ba. A helyzet tovább romlik, amikor  látja, hogy felkerült egy videó róla, amellyel Peterrel a pezsgőfürdőben vannak .
Lara Margot segítségét kéri, aki  megvigasztalja a testvérét. Kitty ekkor elárulja, hogy ő küldte a leveleket. Míg Lara dühös, Margot megnyugtatja.
A karácsonyi szünet után Lara rájön, hogy az iskolában mindenki tud a videóról. Közben Peter megpróbálja elmondani mindenkinek, hogy semmi sem történt köztük. Gen elárulja, hogy ő vette fel és vágta össze a videót. Miután beszélt apjával, Lara beszél Josh-sal, akik újra barátok lesznek. Lara elmegy Peterhez és elmondja neki, hogy szerelmes belé. Megcsókolják egymást és elmennek.
A stáblista közepén, John, Lara egyik volt szerelme, virággal a kezében érkezik az ajtaja elé.

## Szereplők

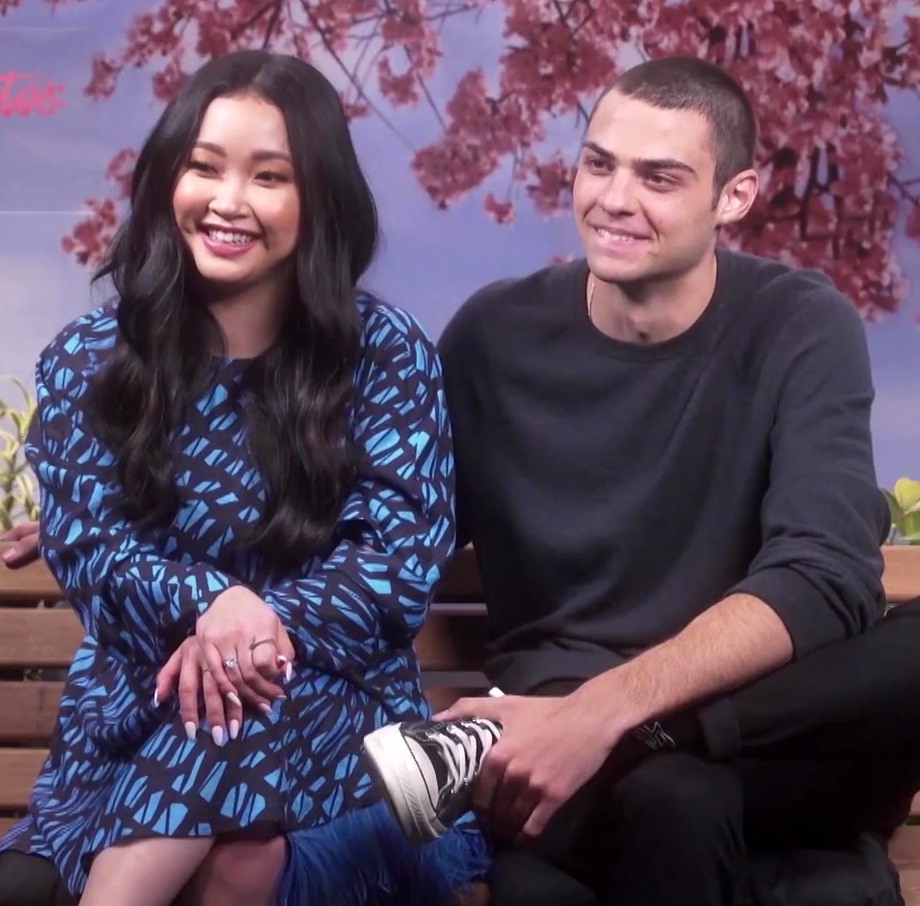
Két főszereplő Lana Condor (balra) és Noah Centineo (jobbra)

| Szereplő     | Színész          | Magyar hang     |
| ------------ | ---------------- | --------------- |
| Lara Jean    | Lana Condor      | Csifó Dorina    |
| Peter        | Noah Centineo    | Bogdán Gergő    |
| Margot       | Janel Parrish    | Mentes Júlia    |
| Kitty        | Anna Cathcart    | Engel-Iván Lili |
| Greg         | Andrew Bachelor  | Penke Bence     |
| Lucas        | Trezzo Mahoro    | Berkes Bence    |
| Christine    | Madeleine Arthur | Molnár Ilona    |
| Gen          | Emilija Baranac  | Györfi Laura    |
| Josh         | Israel Broussard | Jéger Zsombor   |
| Dr. Covey    | John Corbett     | Czvetkó Sándor  |
| Emily        | Kelcey Mawema    | Tamási Nikolett |
| Ms. Kavinsky | Julia Benson     | Mohácsi Nóra    |

## A film készítése

### Előkészületek
2014 júniusában Jenny Han regényét megvásárolta Will Smith és James Lassiter cége az  Overbrook Entertainment. Abban az időben Annie Neal írót alkalmazták, hogy adaptálja a könyvet. A 2017 július 5-én megkezdődött a forgatás Vancouverben. A hónap végén jelentették be, hogy Lana Condort lesz a főszereplő és Sofia Alvarez a forgatókönyvíró. Arról is beszámoltak, hogy John Corbett, Janel Parrish, Anna Cathcart, Noah Centineo, Israel Broussard és Andrew Bachelor csatlakozott a film szereplőihez.

### Forgatás
A forgatás 2017. július 5-én kezdődött Vancouverben. A film egyes részeit Portlandben forgatták. Lara Jean középiskolájának jeleneteit a Point Gray Középiskolában forgatták. A forgatás 2017. augusztus 4-én fejeződött be.

## Folytatások
A folytatás forgatása 2019. március 27. és május 8. között zajlott. Az előző film összes szereplője visszatér, kivéve Israel Broussardot. Jordan Fisher pedig John szerepében csatlakozott.
A sorozat harmadik részét 2019. július 15-én kezdték el forgatni.